# Milan Bortel
Milan Bortel (* 7. April 1987 in Ilava, Tschechoslowakei) ist ein slowakischer Fußballspieler.

## Karriere
Bortel begann seine Karriere beim MFK Dubnica. 2005 wechselte er nach Italien zum unterklassigen Klub Manduria Calcio. 2006 wechselte er zum Drittligisten Manfredonia Calcio. Mit Manfredonia musste er 2008 jedoch in die vierte Liga absteigen. 2009 wechselte er kurzzeitig zu Catania Calcio, verließ den Verein jedoch nach nur einem Monat wieder und schloss sich SPAL Ferrara an. Über Târgu Mureș und Sereď kam er im Juli 2012 zum slowakischen Erstligisten FC Zlaté Moravce. Im Januar 2013 wechselte er nach Tschechien zu Slavia Prag. Im Sommer 2014 kehrte er in die Slowakei zurück, wo er sich dem FC Spartak Trnava anschloss. Im Januar 2016 ging er zum österreichischen Regionalligisten SV Horn. Mit Horn konnte er zu Saisonende in den Profifußball aufsteigen.
Nach dem Abstieg aus der zweiten Liga wechselte er zur Saison 2017/18 zum viertklassigen SV Wimpassing. Nachfolgende Stationen waren der FCM Traiskirchen, der ASK-BSC Bruck/Leitha, der SC Mannswörth und seit Sommer 2021 die Sportfreunde Berg.